# Killection
Killection je album finske glasbene skupine Lordi. Izšel je leta 2020 pri založbi AFM Records.

## Seznam skladb
1. "Radio SCG 10" - 1:23
2. "Horror for Hire" - 3:22
3. "Shake the Baby Silent" - 3:36
4. "Like a Bee to the Honey" - 4:13
5. "Apollyon" - 5:11
6. "SCG10 The Last Hour" - 1:31
7. "Blow My Fuse" - 3:31
8. "I Dug a Hole in the Yard for You" - 4:11
9. "Zombimbo" - 4:53
10. "Up to No Good" - 3:58
11. "SCG10 Demonic Semitones" - 1:20
12. "Cutterfly" - 4:20
13. "Evil" - 4:34
14. "Scream Demon" - 4:38
15. "SCG10 I Am Here" - 1:51